# Sonny Spoon
Sonny Spoon est une série télévisée américaine en quinze épisodes de 50 minutes créée par Stephen J. Cannell, Michael Daly, Dinah Prince et Randall Wallace et diffusée du 12 février 1988 au 16 décembre 1988 sur le réseau NBC.
En France, la série a été diffusée à partir du 5 septembre 1990 sur TF1. Rediffusion à partir du 6 juillet 1995 sur M6.

## Synopsis
La série conte les aventures d'un détective, Sonny Spoon, sorte de robin des bois des temps modernes qui aide à l'occasion son amie, Carolyn Gilder, adjointe du procureur de Los Angeles.

## Distribution
- Mario Van Peebles (VF : Pascal Legitimus) : Sonny Spoon
- Terry Donahoe (VF : Anne Rondeleux) : Carolyn Gilder
- Bob Wieland (VF : Bernard Demory) : Johnny Skates
- Melvin Van Peebles : Mel Spoon (10 épisodes)
- Jordana Capra : Monique (9 épisodes)
- Joe Shea : Lucius DeLuce (9 épisodes)

## Épisodes

### Première saison (printemps 1988)
1. Le Maître charmeur[1] (Sam's Private Eye)
2. Le Magicien des rues[2] (Wizard of Odds)
3. Le Fils spirituel de Sam[3] (Crimes Below the Waist)
4. Deux pour le prix d'un[4] (Who's Got Tontsillitis ?)
5. Semper fidelis[5] (Semper Fi)
6. La Mère fouettard[6] (Tough Habit)
7. Trop beau pour être vrai[7] (Too Good to Be True, Too Smart to Get Caught)

### Deuxième saison (automne 1988)
1. Trop amis pour être honnêtes[8] (Never Go to Your High School Reunion)
2. Jamais l'un sans l'autre[9] (Cheap and Chilli)
3. Tir aveugle[10] (Blind Justice)
4. Gino Paparotzi[3] (Papa Rozzi)
5. L'Examen final[3] (The Final Exam)
6. Le Reptile[11] (Ratman Can)
7. Sonny Spoon mène l'enquête[12] (Deuces Wilds)
8. Les diamants sont éternels[13] (Diamonds Aren't Forever)